# Сеть Вольтер
Сеть Вольтер (фр. Réseau Voltaire) — международная некоммерческая организация, основанная в Европейском парламенте в 1994 г. и распущенная в 2007 г., заявленной целью которой было продвижение свободы и принципов разделения церкви и государства, веры и политики. С 2002 г., после публикации ее президентом Тьерри Мейсаном книги «9/11: Большая Ложь», НКО стала распространительницей теорий заговора о терактах 11 сентября 2001 г. в США. Организация была распущена во Франции в 2007 г., после чего её руководство учредило под тем же названием сеть СМИ в Ливане. Тьерри Мейсан политически сблизился с Ираном, «Хезболлой» и сирийским правительством Башара Асада, чью пропаганду он распространял.
С 2007 г. новая Сеть Вольтер издает многоязычный веб-сайт, объединяющий издательства и СМИ из Латинской Америки, Европы и арабского мира. Официальный сайт Сети Voltaire доступен на восьми языках (французский, английский, испанский, арабский, русский, португальский, итальянский).

## Происхождение
Сеть Вольтер была основана в 1994 г. в связи с кампанией за свободу слова, которой, как считали основатели организации, угрожал закон, внесенный в новый уголовный кодекс Франции - статья 227-247. Основополагающим документом стала петиция, подписанная совместно Пьером Бурдьё, Анри Кайаве, Жаком Лангом, Ноэлем Мамером, Жилем Перро и Филиппом Соллерсом, с призывом осудить то, что они назвали «возвращением закона о морали». Она также получила поддержку Жака Гайо. Несколько французских организаций вошли в совет директоров новой НКО, в том числе Движение против расизма и за дружбу между народами (MRAP), профсоюз SGP, и несоциалистические левые парламентские партии (Зелёные, ФКП, Радикальная левая партия).

## Деятельность до 2005 г.
После кампании против статьи 227-247, Сеть Вольтер продолжила существование, специализируясь на исследовании крайне правых и религиозных движений.
С 1999 г. Сеть освещала международные проблемы, в частности, бомбардировки Югославии в 1999 г. со стороны НАТО и теракты 11 сентября. Сеть осудила участие Франции в войне в Югославии без парламентского голосования, что, по их мнению, противоречило Конституции. Ряд левых организаций дистанцировались от Сети Вольтер.
В 2001 г. журналист Оливье Мальнюи при поддержке Сети Вольтер запустил два пародийных веб-сайта, призывавших бойкотировать продукты компании Danone. Последовали сложные юридические разбирательства о неправомерном использовании торговой марки, которые после апелляции закончились благоприятно для Сети Вольтер.
В 2002 г. президент Сети Тьерри Мейсан опубликовал книгу «9/11: Большая Ложь», распространяющую теорию заговора о терактах 11 сентября 2001 г., из-за чего Сеть подверглась резкой критике в прессе и утратила поддержку Зелёных.

## Внутренний кризис
Позиция Сети Вольтер после терактов 11 сентября 2001 г., утверждающая, что они были результатом внутреннего, а не внешнего заговора, была малоизвестна. Но публикация президентом НКО Тьерри Мейсаном в марте 2002 г. книги на эту тему «9/11: Большая Ложь» и ее освещение в СМИ вызвали резкий протест против ее автора, обвиненного в мифотворчестве и распространении теории заговора. Часть прессы, когда-то поддерживавшая Сеть, отвернулась от нее; также отмежевались Зеленые.
Несколько высокопоставленных членов Сети пожаловались на отсутствие контроля административного совета над действиями президента и генерального секретаря. Они утверждали, что президент создавал атмосферу, подавлявшую критику. Они также сослались на чрезмерную, по их мнению, критику американской внешней политики, не сбалансированную признанием отсутствия политических свобод на Ближнем Востоке, где, как правило, действовало большинство членов Сети. Группа также обвинила президента Сети в некритическом отношении к авторитарным и тоталитарным организациям и политическим деятелям, поддерживающим антисемитские взгляды. Одним из примеров был материал «Встреча с Хезболлой», представлявший эту террористическую организацию, тесно связанную с Ираном, как «социальную группу мусульманского вдохновения, сравнимую с Теологией освобождения в Южной Америке». Мейсана обвинили и в том, что он посетил Тегеран, чтобы обсудить теорию, согласно которой США сами устроили себе теракты 11 сентября, как операцию под фальшивым флагом, чтобы оправдать своё вмешательство в дела мусульман.
Три члена административного совета (Мишель Ситбон, Жиль Альфонси и Жан-Люк Гильем) ушли в отставку в феврале 2005 г. из-за того, что сочли приверженностью теории «столкновения цивилизаций». Они заявили, что «под предлогом сопротивления американскому империализму, снисходительность к китайскому и российскому империализму и близость к исламистам являются симптомами скрытого скатывания руководства к антисемитизму». Они также пожаловались на взаимодействие НКО со спецслужбами, заявив, что Сеть Вольтер была организована для противостояния таким организациям. Вместе с тем они подчеркнули, что новая позиция руководства не должна привести к забвению предыдущей работы Сети.

## После 2005 г.
Организация продолжила свое развитие в арабском мире и России. Он изменила свой устав, отказалась от французского юридического лица и превратилась в «международную сеть неприсоединившейся прессы» с сайтом на нескольких языках.
В ноябре 2005 г. Сеть Вольтер провела в Брюсселе (Бельгия) международную конференцию под названием «Ось мира» с заявленной целью создания светского «интеллектуального движения» для борьбы с американским империализмом и неоконсерватизмом. Конференция объединила активистов из противостоящих США стран (Куба, Венесуэла и др.) на американском континенте, а также европейских (Джульетто Кьеза, Дьедонне Мбала Мбала, Анни Лакруа-Риз) и израильских левых (Ахмед Тиби, Гидеон Леви) активистов. Также присутствовали политические деятели (бывший премьер-министр Ливана Салим эль-Хоссор, бывший министр Германии Андреас фон Бюлов) и военные (бывший начальника штаба СНГ Леонид Ивашов и эквадорец Рене Варгас-Пассос). Партнерами конференции стали Al Jazeera, Dubai TV, IRIB, Russia Today, TeleSur, Al-Bayan, газеты American Free Press, Eesti Ekspress и Gulf News. Руди Райхштадт, создатель сайта Conspiracy Watch, назвал участников «выдающимися авторами теорий заговора».
В 2008 г. президент Сети Вольтер Тьерри Мейсан заявил, что ему близка «Хезболла» как главная сеть сопротивления на Ближнем Востоке, и он очень восхищается ее генеральным секретарем Хасаном Насраллой. Он также подчеркнул свой «личный вклад» в иранскую революцию и свою «дружбу с Венесуэлой». Представляя себя левым радикалом, Мейсан, раньше осуждавший союзы с крайне правыми, заявляет о своей готовности «работать со всеми, кроме тех, кто активно участвовал в империалистической агрессии», черпая вдохновение у Жана Мулена, который «согласился работать со всеми желавшими защищать свободу, от крайне левых до крайне правых».
Руководство Сети Вольтер в настоящее время проживает в Ливане. Во время «арабской весны» Тьерри Мейсан поддерживал Муаммара Каддафи и Башара Асада. Жан-Пьер Перрен, журналист Libération, присутствовавший в Сирии во время восстания в этой стране, охарактеризовал Сеть Вольтер в 2012 г. как «пропагандистскую контору, оплачиваемую самыми гнусными диктатурами», чья информация не заслуживает комментариев.
7 января 2015 г., в день теракта в редакции Charlie Hebdo, Тьерри Мейсан заявил, что джихадистская интерпретация этого расстрела «невозможна», поскольку убийцы «были одеты не как джихадисты», и что «наиболее вероятные спонсоры [теракта] в Вашингтоне». Через несколько дней Мейсан одобрительно высказывался об экстремистских право-левых политических активистах Алене Сорале и Дьедонне Мбала Мбала, неоднократно осуждённых за антисемитизм и оправдание терроризма.

## Повторная регистрация во Франции с 2012 г.
В 2012 г. было зарегистрировано новое французское НКО: «Сеть Вольтер Франция». Президентом является Ален Бенахам, вице-президент - Андре Шами; Тьерри Мейсан и Исса Эль Аюби - члены совета директоров. Новое НКО, перенявшее устав старого, претендует на проведение кампании за появление во Франции настоящей республики, способной восстановить национальную независимость. Она выступает за выход Франции из НАТО, ЕС и Еврозоны. В международной политике Сеть Вольтер Франция заявляет, что она выступает за соблюдение Устава ООН и невмешательство; организация определяет себя как антиимпериалистическую.
Таким образом, Сеть Вольтер стала выполнять две функции: международная информационная организация с центром в Ливане и Сирии, возглавляемая Тьерри Мейсаном, и политическая организация во Франции, возглавляемая Аленом Бенахамом, одним из исторических основателей Сети Вольтер.

## Члены информационной организации
Информационная Сеть Вольтер составлена из издательств и СМИ Латинской Америки, Европы и арабского мира:
Actualidad colombiana (Colombia) 

Agencia Informe de Prensa Internacional — IPI (Peru) 

Agencia Alia 2 (Venezuela) 

Altercom (Ecuador) 

Agencia de Noticias Plurinacional del Ecuador — ANPE (Ecuador) 

Bolpress (Bolivia) 

Desde abajo (Colombia) 

El juguete rabioso (Bolivia) 

El Sucre (Ecuador) 

Federacion Latinoamericana de Periodistas — FELAP (Latin America) 

Intelligencia (Lebanon) 

Question (Venezuela) 

La Pensee libre (France) 

Observatorio de Medios, Politico, Social y Cultural (Argentina) 

Opcion (Ecuador) 

Periodico de las Madres de Plaza de Mayo (Argentina) 

Punto Final (Chile) 

Syria Alghad (Syria) 

Tintaji (Ecuador) 

Union de Trabajadores de Prensa de Buenos Aires — UTPBA (Argentina)